# Sarah-Jeanne Labrosse

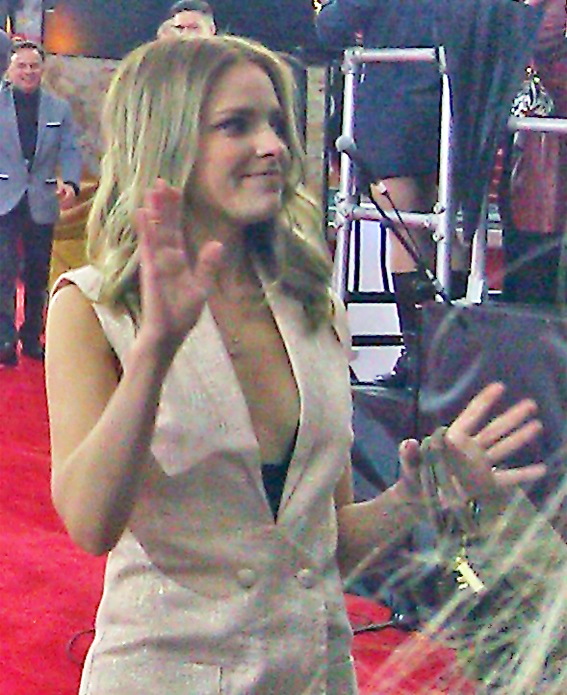
Sarah-Jeanne Labrosse bei der Gala Artis 2015

Sarah-Jeanne Labrosse (* 16. August 1991 in Montreal, Québec) ist eine kanadische Schauspielerin.

## Leben
Ihre erste Hauptrolle spielte Labrosse im Jahr 2003 in der kanadisch-österreichischen Koproduktion Sommer mit den Burggespenstern. Sie verkörperte die Rolle der Annie Gray im Kriminalfilm Human Trafficking – Menschenhandel (2005) mit Mira Sorvino und Donald Sutherland in den Hauptrollen: Es handelt sich hierbei um einen Fernsehzweiteiler von Regisseur Christian Duguay über den weltweiten Menschenhandel. In Deutschland wurde Labrosse durch ihre Rolle als Sunny Capaduca in Matchball für die Liebe (2003 bis 2006) bekannt, einer Fernsehserie, die auf KI.KA lief. In der Actionkomödie Good Cop Bad Cop (2006) von Regisseur Eric Canuel spielt sie Gabrielle, die entführte Tochter eines Polizisten. 2011 verkörperte sie, in der Rolle der Julie, eines der 533 Kinder des Starbuck.

## Filmografie (Auswahl)
- 2004: Sommer mit den Burggespenstern (Summer with the Ghosts)
- 2004–2006: Matchball für die Liebe (15/Love, Fernsehserie, 4 Folgen)
- 2005: Human Trafficking – Menschenhandel (Human Trafficking)
- 2005: Aurore
- 2006: Good Cop Bad Cop (Bon Cop, Bad Cop)
- 2007: Nos étés (Fernsehserie, 4 Folgen)
- 2007: Tödliche Versprechen – Eastern Promises (Eastern Promises)
- 2010: Piché: entre ciel et terre
- 2011: Starbuck
- 2011: 30 Vies (Fernsehserie, 47 Folgen)
- 2012–2015: Unité 9 (Fernsehserie, 60 Folgen)
- 2013–2014: L’appart du 5e (Fernsehserie, 7 Folgen)
- 2014: Yamaska (Fernsehserie, Folge 06x12)
- 2015: The Killer Inside (Fernsehserie, Folge 02x07)
- 2016: Real Detective (Fernsehserie, Folge 01x06)
- seit 2016: Les Pays d’en Haut (Fernsehserie)
- 2017: Un jour mon prince
- 2017: Bon Cop Bad Cop 2
- 2017: Mother!
- 2018: Die unglaubliche Reise des Fakirs, der in einem Kleiderschrank feststeckte (The Extraordinary Journey of the Fakir)
- 2018: The Death and Life of John F. Donovan
- 2018: Mad Dog Labine
- 2018: Wolfe